# 両神荘
両神荘（りょうかみそう）は埼玉県小鹿野町両神小森（両神温泉）にある国民宿舎。埼玉県内唯一の国民宿舎である。

## 概要
1975年（昭和50年）12月に両神村営国民宿舎として開業した。1992年（平成4年）に別館が増築された。その後、1995年（平成7年）に本館が改装され、2005年（平成17年）に露天風呂が改装された。
両神温泉から引湯した露天風呂の宿である（泉種は強アルカリ性のメタほう酸温泉）。
2024年（令和6年）時点では小鹿野町が運営する施設（直営）となっており、職員は民間委託で一般財団法人小鹿野町振興公社から派遣を受けている。2025年度からは株式会社地域商社おがのが指定管理者となる計画である。
両神荘本館は2024年2月から本館和室（全16室）と1階ロビーを中心に大規模改修が行われ、同年10月1日にリニューアルオープンした。和室は洋和室に改められ、壁紙や床材などを刷新し、客室にはローベッドが採用された。また一部の客室にユニットバスを設置した。